# Per Levin
Per Stefan Levin, född den 12 juli 1870 i Stockholm, död där den 19 maj 1948, var en svensk skald. Han var son till Carl Herman Levin. 
Levin, som var verksam som riksbanksrevisor, utgav den egna diktsamlingen Knoppar och hjärtblad. Visor och småvers (1908).  Han översatte dikter av Lulu von Strauss und Torney, vilka offentliggjordes i samlingarna Röda toner. Sånger (1908) och Nya sånger och ballader (1910). Levin är begravd på Norra begravningsplatsen utanför Stockholm.